# 청천초등학교 (경북)
청천초등학교는 대한민국 경상북도 경산시에 있는 공립 초등학교이다.

## 학교 연혁
- 1946.03.07 하양남부 국민학교 분교장 인가
- 1947.04.17 하양서부 국민학교 개교
- 1958.04.01 청천국민학교로 교명 변경
- 1968.10.18 현 위치로 신축 이전
- 1984.01.27 병설유치원 1학급 인가
- 2009.03.01 경상북도교육청 지정 방과후학교 시범학교
- 2014.02.17 제65회 졸업(졸업생 총수: 2,695명)
- 2014.03.03 1학년 입학식(입학생: 18명)
- 2014.09.01 제27대 이정희 교장 부임